# Bitwa nad Congellą
Bitwa nad Congellą – starcie zbrojne, które miało miejsce w roku 1842.
Do bitwy doszło po akcjach Burów skierowanych przeciwko plemionom zuluskim w Natalu. Według brytyjskiego prawa, Burowie podlegali władzy rządu brytyjskiego w Kapsztadzie, dlatego podboje Burów uznano za bezprawne. W roku 1842 rząd brytyjski wysłał do Durbanu oddział piechoty, którego celem było przywrócenie pokoju. W bitwie pod Congellą Brytyjczycy zostali jednak rozbici przez Burów. Niedobitki oddziału brytyjskiego zostały okrążone i zmuszone do obrony przez kolejny miesiąc, do czasu nadejścia posiłków, które ostatecznie przerwały okrążenie i przyłączyły Natal do Korony Brytyjskiej.